# Сарейн

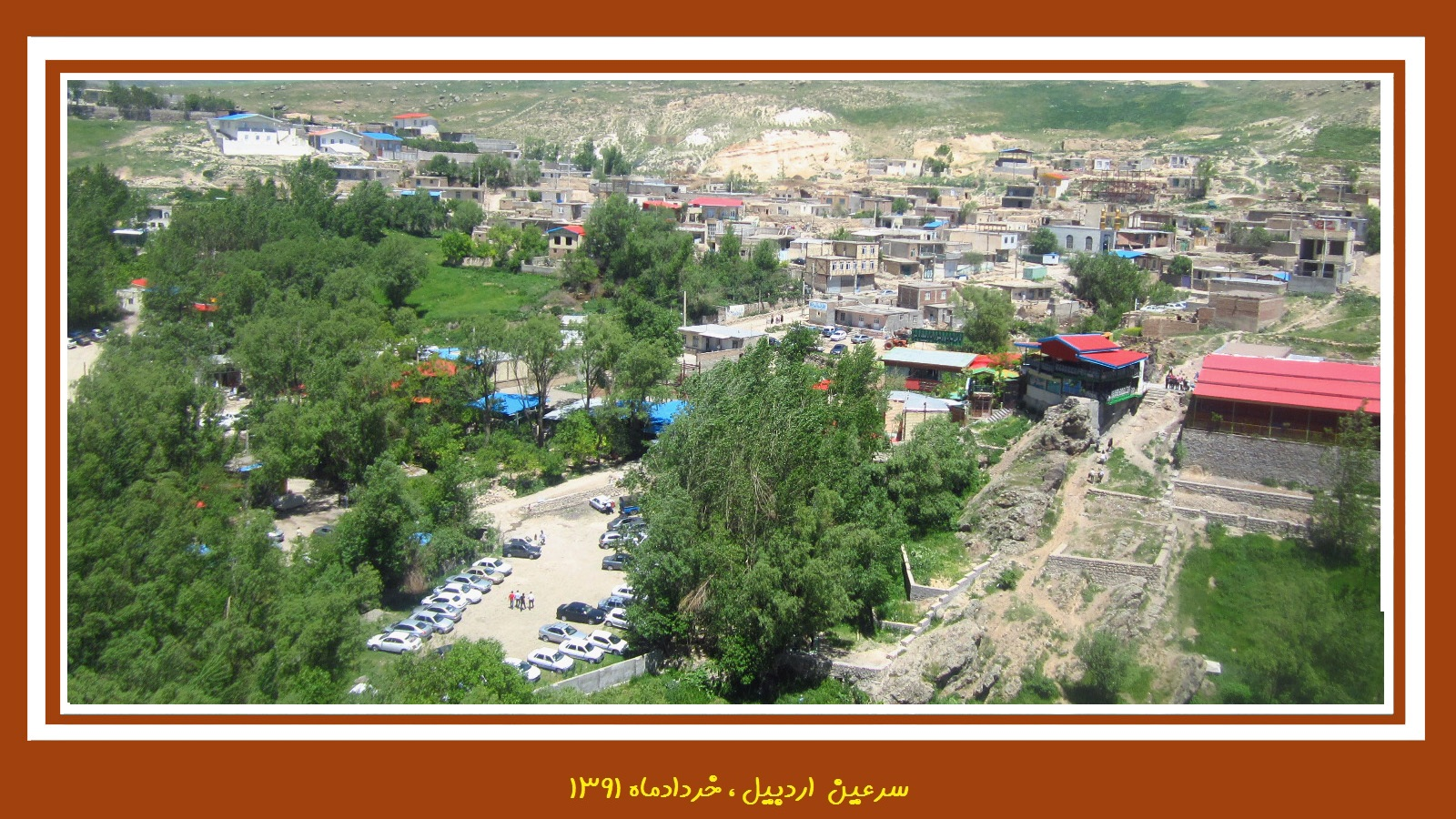
Сарейн

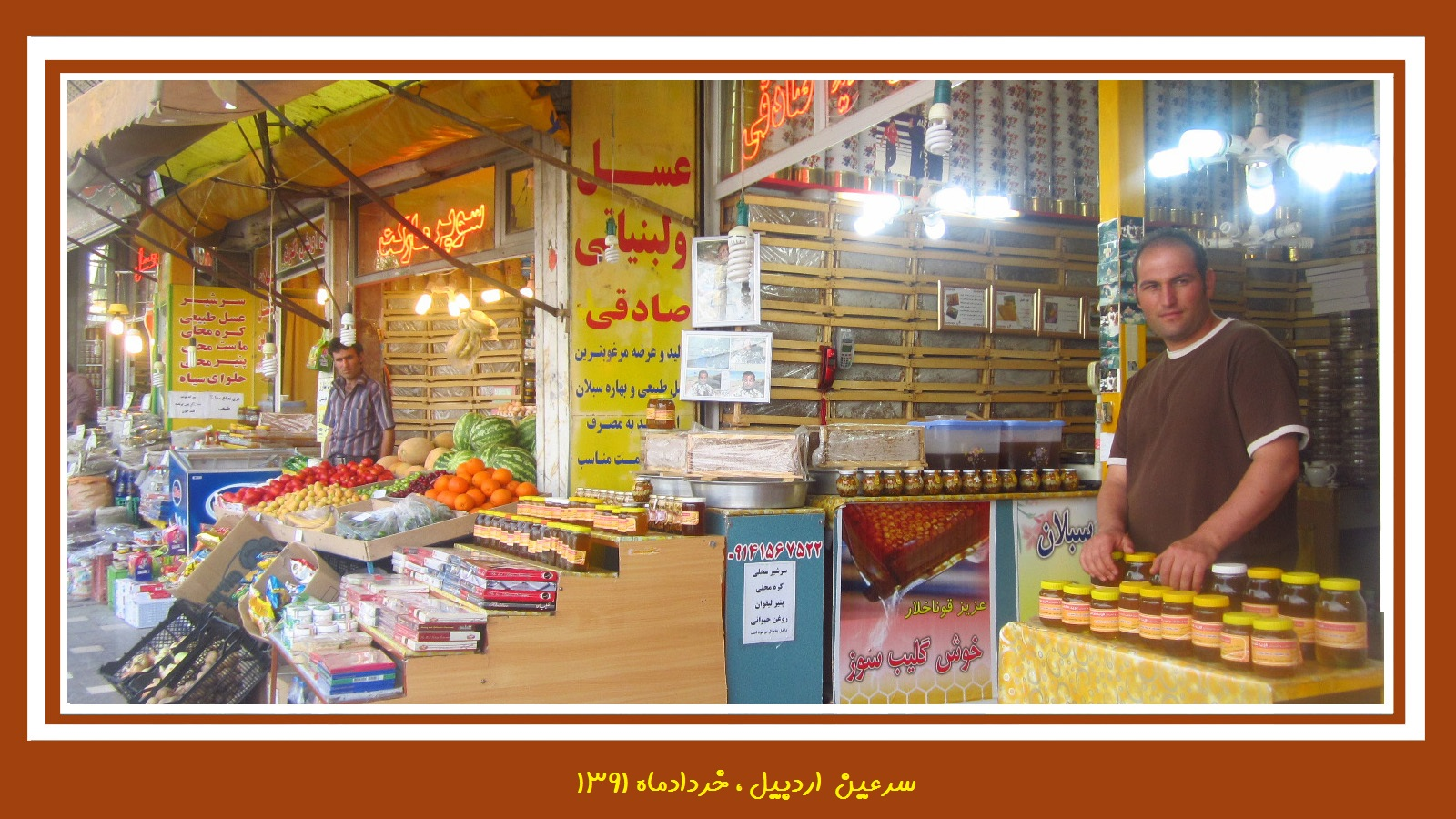
Сарейн

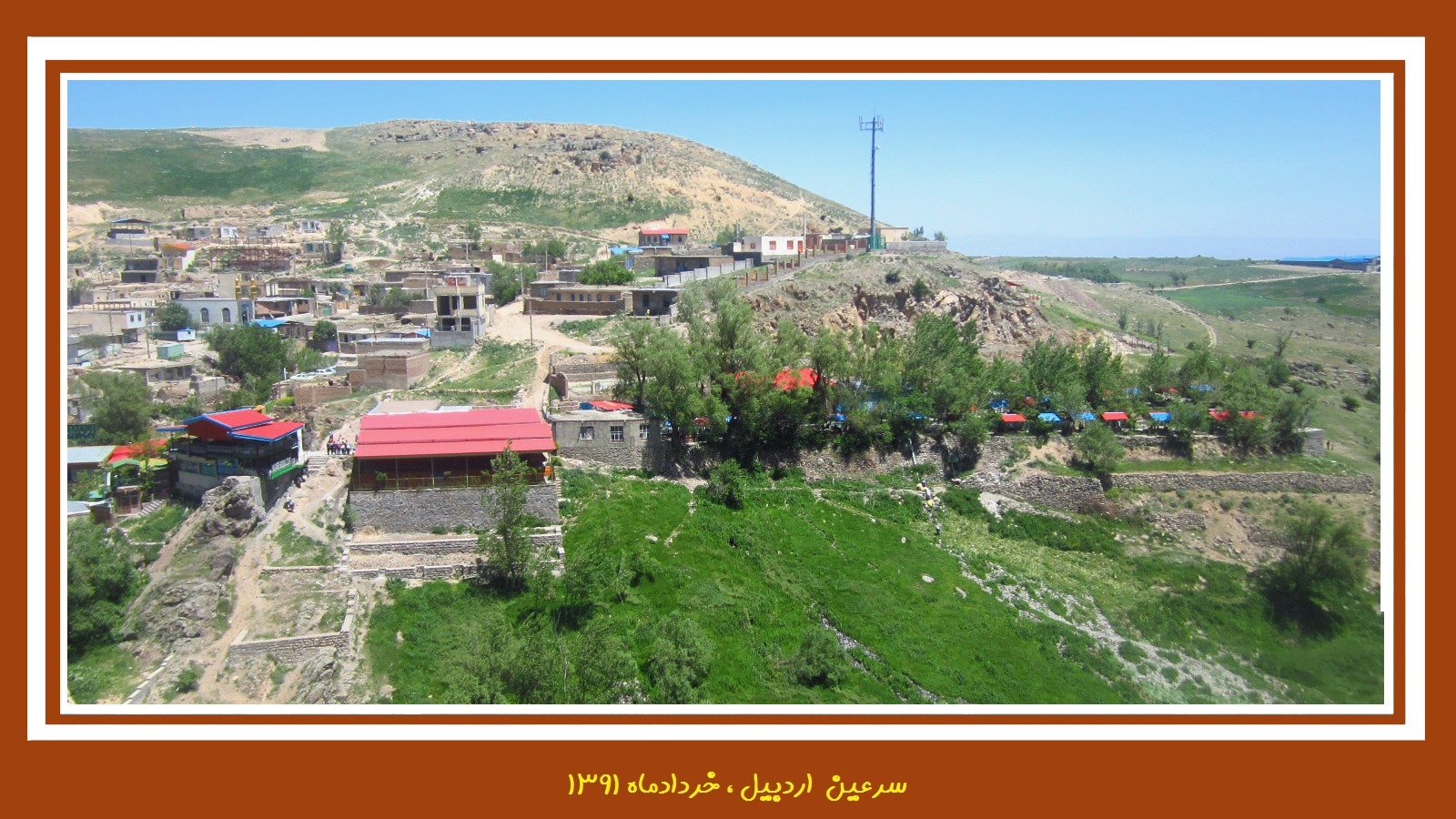
Сарейн

Сарейн (перс.  سرعین‎, Sareyn) — небольшой город на западе провинции Ардебиль, являющийся центром городского округа Сарейн. Этот город известен как обладатель многочисленных горячих источников и один из туристических районов провинции Ардебиль.
Сарейн имеет площадь 1280 км² и находится в 28-и км от города Ардебиль.

## Название Сарейн
В переводе с тюркского (азербайджанского) языка «Сарейн» означает «прохладное место». В словарях арабского языка данное наименование имеет значение «источник».
Старое азербайджанское название этого города Сарысу, что переводиться как желтая вода, указывая на родник "желтой" воды.

## Достопримечательности города Сарейн
Сарейн известен своими многочисленными горячими источниками, и ежегодно летом принимает большое количество исследователей Ирана и путешественников. В городе существует порядка 250-ти отелей — различные гостиничные апартаменты и гостевые дома.

## Историческая деревня Канзак
В 2 км восточнее города Сарейн расположилась историческая деревня Канзак. В этой деревне существует большое количество долин, наиболее известной из которых является долина Сари (Желтая долина). Это долина обладает большим количеством природных источников и привлекает многих туристов наличием грушевых деревьев и проточной водой, которая протекает через всю долину. Над долиной располагается холм, включающий в себя многочисленные пещеры, которые являются подобием целого города под горой. В данных пещерах были найдены многочисленные исторические объекты и артефакты, представляющие историю этих холмов и являющиеся своеобразным наследием жизни древних времен. Данные пещеры, относящиеся к парфянскому периоду, были включены в Список национального наследия Ирана.

## Знаменитые источники Сарейна
Большинство горячих источников Сарейна берут свое начало с горы Себелан.
- Комплекс гидротерапии Себелан (самый большой комплекс гидротерапии на всем Ближнем Востоке, который построен и подготовлен для посещения туристов по последним международным стандартам. Комплекс включает в себя несколько крытых бассейнов, гидромассажные ванны, джакузи, сауны, паровые бани, а также осуществляется раздельное оказание медицинских услуг для мужчин и женщин).[3]
- Горячий источник Беш Баджиляр (второй по величине источник Сарейна, состоящий из пяти отдельных источников, наполненных мутной, слегка терпкой, имеющей запах водой. Используются для лечения заболеваний общего характера, заболеваний, связанных с невралгией и др.).[3]
- Горячий источник Гавмиш Голи (самый большой и наполненный минеральный источник в Иране, вода которого постоянно горячая, кислая, бесцветная, с запахом. Используется для общего укрепления всего организма, для лечения заболеваний опорно-двигательной системы, гинекологических заболеваний, болезней сердца и др.).[4]
- Гидротерапия Атрак
- Гидротерапия долины Лор
- Гидротерапия Пехенлю и др.

## Горнолыжный курорт Альварес
Горнолыжный курорт Альварес, расположенный на склонах горы Себелан, является крупнейшим горнолыжным курортом в Иране. Курорт расположен в 24 км от Сарейна. Период активности курорта составляет от 6 до 8 месяцев в год, что ставит его на первое место в стране.